# Say Forever You'll Be Mine
Say Forever You'll Be Mine är ett album av Dolly Parton och Porter Wagoner, släppt i augusti 1975. Sedan gjorde de inga nyinspelade album förrän 1980.

## Låtlista
1. "Say Forever You'll Be Mine"
2. "Something To Reach For"
3. "Our Love"
4. "Beginning"
5. "I Have No Right To Care"
6. "If You Were Mine"
7. "Love To See Us Through"
8. "How Can I"
9. "Life Rides The Train"